# 劉敬文
池尻敬文（1977年11月6日—），汉名劉敬文，網路暱稱妖西（Yoshi），臺灣社運人士，支持臺灣獨立。父親為東京出生的台裔日本人，祖父為日治時期新竹知名齒科劉醫師、祖母為日本人池尻氏；母親為出生上海的在台外省人，外祖父為溫州商人、外祖母為蘇州人，228事件期間曾受許多本省人保護。
池尻敬文為國立臺灣大學植物病蟲害學系、心理學系雙學士，國立陽明大學神經科學研究所碩士，英國倫敦國王學院大學哲學博士班肄業。曾任民主進步黨立法委員鄭麗君國會辦公室研究員、公民監督國會聯盟辦公室主任、新北市永和社區大學講師、李登輝民主協會策略執行長。曾參與2008年野草莓學運。發起2012年反媒體壟斷運動，為決策小組成員，負責運動戰略規劃與媒體操作。亦參與2014年太陽花學運（中途為了照顧兒女而離開）。曾任福爾摩鯊會社社長、台灣團結聯盟內湖南港區立委候選人蕭亞譚辦公室副主任、《讀報》專欄作家、喜樂島聯盟決策委員、一邊一國行動黨召集人特助。

## 生平

### 早期生涯
池尻敬文父親是台裔日本人，母親是台灣外省人。祖父為日治時期知名牙醫師，開設「新竹劉齒科」，是台北醫學大學牙醫系創系元老之一。但祖父在家族中是私生子，使用父姓遭拒，爰從母姓「劉」。祖母為大學畢業生。池尻敬文的父親1939年生於日本帝國首都東京。外祖父為溫州人，外祖母為蘇州人，在中華民國接管台灣後來台經商，是外省人，二二八事件期間受到台灣本省人保護。第二次国共内战期間，劉的外祖父舉家遷台，還帶了三台汽車。劉母為北一女校友。劉敬文父母結婚時的證婚人為何應欽。劉敬文之兄為男同性戀，和他一樣讀國立臺灣大學。台大畢業後，池尻敬文到陽明大學讀研究所，師承洪裕宏。碩士班畢業後至英國倫敦國王學院博士班進修，嗣因經濟因素返臺。
2000年左右以帳號「A1Yoshi」在PTT發跡，創立法西斯板（feminine_sex）並擔任首任版主。在數次與性版（Sex）的筆戰後，人稱「妖西」，開始知名。

### 參與社運
池尻敬文因參加2008年的野草莓學運踏上社會改革之路。野草莓學運的失敗，使其反思並開始瞭解台灣在二二八事件、白色恐怖、黨外運動、民主進步黨執政的過程，得到「台灣獨立優先」的結論。
2012年池尻敬文擔任反媒體壟斷青年聯盟(簡稱「青盟」)決策小組成員時，因運動路線和做事方法的爭執，與林飛帆理念不合，引爆爭吵。池尻敬文在林飛帆辭去青盟總召後，經決策小組票選後擔任副總召，並以青盟代表身份參與太陽花運動外圍決策圈之會議。太陽花運動後，經接續原決策小組的轉型籌備小組成員一致同意，包括青盟粉絲專頁在內的物資與捐款其所有與使用權，皆移轉至池尻敬文所發起創立之新政治團體福爾摩鯊會社。移轉後曾多次向臉書提出青盟粉絲專頁的更名，但臉書未予同意，故同時另創以「福爾摩鯊會社」為名之新粉專。
2013年，池尻敬文曾參選綠黨中執委但並未成功。
池尻敬文為2014年318佔領運動的發起人之一，曾數度向決策小組要求發言席次未果，因此轉向批判決策圈的封閉狀況。2014年3月30日大遊行當天，因基進側翼所發放之刊物《J'accuse...！/我控訴》被學運糾察沒收，劉敬文對此提出檢討，但未獲決策圈的贊同。學運決策人黃國昌及黑色島國青年陣線雖為此事在臉書致歉，仍讓他決定退出決策圈，並且認為學運的勝率僅三成。後立法院長王金平發出聲明釋出善意，劉敬文改口成功率逾五成。事後劉敬文曾在臉書批評林飛帆在學運期間的表現，但仍在PTT八卦板（Gossiping）稱讚林「將野草莓後四散各地的異議性組織、學生社團做了初步的串聯」，並表示「比起國民黨，他（林飛帆）不是真的敵人」。
2014年10月，因潘翰聲、楊志翔等人離開綠黨，公開聲明退出綠黨。截至2015年1月仍未正式提出退黨申請。
劉敬文亦曾為青年政治團體基進側翼青年政團(台北方面)(簡稱「北基進」)之發起人，並曾任北基進的決策主委，但後因與陳嘉君合作舉辦泰源事件之座談會活動而引發內部的爭議。2014年5月底，南部方面基進(簡稱「南基進」)成員發表聲明以劉敬文「只要舞台、毫無原則的處處樹敵胡亂結友的作法」、「競逐於主流媒體的青睞、模糊社團的政治光譜，甚至拉低社團的格調」等理由，片面宣布移除妖西決策主委的職位，而後劉敬文發表個人聲明表示將退出北基進，原北基進幹部則在團長王奕凱領導下，照原訂計畫繼續向前。2014年8月，他另組「福爾摩鯊會社」，成立宗旨為推動台灣獨立建國。台北市議員參選人王奕凱也是成員之一。2014年地方政府選舉，「福爾摩鯊會社」與台灣團結聯盟合作，推出里長、議員參選人。
2015年1月，劉敬文召開記者會宣布將發起「集體加入民進黨行動」，希望號召年輕世代透過加入民進黨、改變民進黨，並表示他願意身先士卒，從參選黨代表以及民進黨中執委開始，以制衡民進黨內的親中派，同時推動「偏左（重視公平正義和人權）但不蠢左」的各式務實政策。然而，此行動在媒體報導不確實的情況下，遭到包括民進黨既有勢力的抵制，故告暫停。截至2015年6月，劉敬文本人尚未加入民進黨。
2015年中，劉敬文擔任台灣團結聯盟港湖區立委候選人蕭亞譚辦公室副主任，為台聯從事競選活動。
2018年，劉敬文開始擔任民視論壇中心《讀報》專欄作家。
2019年7月7日，喜樂島聯盟召開政黨籌備會議，由劉敬文等五人組成決策小組，規劃成立政黨。2019年9月中旬，因民主進步黨創黨黨員呂秀蓮獲喜樂島聯盟支持參選總統，劉敬文宣布「階段性任務」已達成，退黨。2019年12月10日，劉敬文應一邊一國行動黨召集人楊其文邀請入黨，並擔任召集人特助，負責網站與數位行銷。

## 爭議
劉敬文因長期投入社運活動而有一定的知名度，但其拒絕妥協與直白行事作風而頗受爭議，例如抨擊過往合作的同志（黃國昌等）。部分PTT網民因劉敬文三度在遊行抗議中提前離場，認為他是「思想的巨人，行動的侏儒，收割的王者，落跑的冠軍」。

## 外部連結
- 妖西的Facebook專頁
- 福爾摩鯊會社粉絲的Facebook專頁